# Slavko Degoricija
Slavko Degoricija (Kompolje kod Otočca, 18. travnja 1931. – Zagreb, 20. studenoga 2021.) učitelj, profesor povijesti, hrvatski političar.

## Životopis
Rođen je kao četvrto dijete u obitelji Jure Degoricije i Marije Fajdetić. Nakon pučke škole u Kompolju i niže realne gimnazije u Otočcu, odmah nakon mature 1947. godine u rujnu iste godine položio je "Časnu zakletvu za državnu službu FNRJ" i imenovan privremenim učiteljem pripravnikom u Dugom Dolu. Tijekom sljedećih godina učiteljski posao obavljao je u Narodnim školama u Rudopolju, Babinom Potoku Gornjem i Kompolju.
Nastavio je školovanje u Učiteljskoj školi u Gospiću, a diplomirao je na Učiteljskoj školi u Rijeci 25. lipnja 1952. godine. Redoviti vojni rok u JNA odslužio je u Makedoniji, gdje je završio "Školu rezervnih pješadijskih oficira" i stekao čin rezervnog potporučnika (čin poručnika u Hrvatskoj vojsci). U listopadu 1953. godine mobiliziran je u rezervni sastav JNA i upućen na talijansku granicu tijekom "Tršćanske krize".
U prosincu 1953. godine primljen je u državnu službu kao pripravnik za zvanje učitelja Narodne šestogodišnje škole u Srpskom Selištu, a stručni ispit za zvanje učitelja položio je u svibnju 1955. u Zagrebu i promoviran u zvanje učitelja III vrste u Narodnoj šestogodišnjoj školi u Osekovu. Od kolovoza 1956. do kolovoza 1957. je državni službenik općine Ivanić-Grad i ravnatelj u Narodnoj osmogodišnjoj školi Ivanić Kloštar.
U Kotarskom komitetu u Kutini obnašao je dužnost sekretara Komisije za povijest radničkog pokreta i KPJ, skupljajući povijesnu građu na temelju koje je uredio i izdao knjigu "Fragmenti NOB-a u Moslavini".
Godine 1960. imenovan je direktorom "Muzeja i arhiva narodne revolucije u Kutini", koji se otvorio u adaptiranom dvorcu Erdödy u centru Kutine, a 1963. godine preimenovan je u "Muzej Moslavine". Uz redovan posao, upisao je studij povijesti na Filozoskom fakultetu Zagrebu i 1970. stekao titulu profesora povijesti. Pisao je sa svojim suradnicima za časopis Vijesti muzealaca i konzervatora Hrvatske, Arheološki pogled, Vjesnik, Moslavački list i Jedinstvo.
Godine 1962. stekao je status počasnog konzervatora Konzervatorskog zavoda Narodne Republike Hrvatske, a od prosinca 1970. godine do veljače 1972. godine bio je zamjenik predsjednika Skupštine općine Kutina.
Jedan je od osnivača Matice Hrvatske u Kutini, a zbog sudioništva u Hrvatskom proljeću 1971. godine, politički je proganjan i ostao je bez posla.
Godine 1973. dolazi u Zagreb i zapošljava se u Auto moto savezu Hrvatske, u kojem radi do 1986. godine, a nakon toga u Saobraćajnom centru do 1990. godine.

### Politička karijera
17. lipnja 1989. godine sudionik je onivačke skupštine HDZ-a u Zagrebu, a na prvom saboru HDZ-a izabran je za predsjednika Izvršnog odbora HDZ-a. Kao član predsjedništva HDZ-a i predsjednik Izvršnog odbora HDZ-a, boravio je u Kanadi, Australiji, SAD-u, Njemačkoj, Francuskoj, Švicarskoj, Norveškoj, Austriji i Mađarskoj s ciljem upoznavanja hrvatske dijaspore, političara i vlada tih zemalja s agresijom Srbije, Crne Gore i JNA na Republiku Hrvatsku, te prikupljanje raznovrsne pomoći tijekom Domovinskog rata i poslijeratne obnove.
Na prvim parlamentarnim izborima 1990. godine izabran je za zastupnika u Sabor Socijalističke Republike Hrvatske u Vijeće općina, kojem je bio predsjednik, a istodobno je bio i predsjednik Kluba zastupnika HDZ-a za sva tri vijeća Sabora. U drugoj Vladi Republike Hrvatske imenovan je zamjenikom ministra unutarnjih poslova.  Za vrijeme drugog mandata saziva Sabora (1992. – 1995. godine) ponovno je izabran za zastupnika HDZ-a i predsjednika Odbora za gospodarstvo, razvoj i obnovu Zastupničkog doma Sabora Republike Hrvatske. Bio je član i voditelj Izaslanstva Republike Hrvatske za pregovore s lokalnim vlastima Srba u Republici Hrvatskoj i prisutnim međunarodnim asocijacijama (UNPROFOR, OUN, ECMM i drugim) s kojima je u tom razdoblju održao pedeset i dva susreta.
Od 1991. do 1994. godine obavljao je i dužnost predsjednika Upravnog odbora Industrije nafte (INA).
Zajedno sa Stjepanom Mesićem i Josipom Manolićem 1994. godine napušta HDZ i osnivaju Hrvatske nezavisne demokrate (HND). Nakon spajanja te stranke s Hrvatskom narodnom strankom (HNS), napušta političku djelatnost i posvećuje se dobrovoljnom radu u udruzi Ličana Vila Velebita u Zagrebu, čiji je bio predsjednik od 2000. – 2005. godine. Nakon prestanka rada u udruzi Vila Velebita započeo je s radom na prikupljanju podataka i građe za knjigu pod radnim nazivom "Je li bilo uzalud?", čije ime završetkom rada na rukopisu mijenja u "Nije bilo uzalud".

## Djela
- Fragmenti NOB-a u Moslavini, 1959. godine
- Zbornik Moslavine, 1967. godine
- Tito u Moslavini, 1969. godine
- Nije bilo uzalud, 2008. godine